# Expertise
Expertise è la perizia di un esperto su un'opera d'arte (per esempio l'attribuzione ad un dato artista e il valore di un quadro). 
Nella moderna accezione, può essere considerata anche l'indicazione "in generale" di un'indagine specifica di tipo tecnico, per valutazione e accertamenti, comunque basata su competenza e professionalità.  
Nel significato più recente s'intende altresì l'esperienza e il know-how, nell'esercizio di una professione.

## Etimologia
Nel suo significato originale, è una locuzione di origine francese che deriva dalla parola expert.

## La perizia di un'opera
In arte, l'expertise di un'opera inizia con una ricerca di carattere storico e filologico, analizzando, se disponibili, documenti d'inventario, guide, atti ufficiali, bibliografie, anche per stabilire un'eventuale commissione all'artista e il relativo pagamento del lavoro. 
Altro elemento fondamentale è lo stile dell'elaborato confrontato con altre opere dello stesso autore. Salvo casi eccezionali, l'expertise non fornisce di solito l'esatta autenticazione e, non essendo una scienza esatta, in caso di dubbi, si suole usare la formula cautelativa "attribuito a" quando vi sono molti elementi che riconducono all'operato di un determinato artista ma non si ha la certezza. Nel caso della dizione "scuola di" l'opera non è sicuramente dell'autore ma dei suoi allievi che ne ricalcano però lo stile e l'espressione artistica.

## La competenza professionale
Nel mondo del lavoro, l'expertise professionale è quell'insieme di caratteristiche, abilità e conoscenze di una persona che si distingue dal principiante e dal novizio. 
In linea di massima, vi sono due criteri per la comprensione e lo studio del suo significato: il primo intende l'expertise come la qualità della pratica di un'intera collettività, in questo caso la competenza si costruisce socialmente e gli strumenti e le capacità sono affinati con il confronto e la partecipazione comune in uno stesso campo. Nel secondo caso è considerata la caratteristica di singoli individui ed è la conseguenza della capacità umana di adattarsi alle trasformazioni reali e sociali, come risultato di una lunga e continua pratica. Un esperto si distinguerebbe da uno specialista perché quest'ultimo deve essere capace di risolvere un problema mentre un esperto conosce la soluzione.

## Normazione internazionale
Nel 2014 relativamente a questo argomento, il CEN Comitato europeo di normazione ha pubblicato la norma europea EN 16775 Expertise services ― General requirements for expertise services, in recepimento in Italia nel 2015 da parte di UNI Ente nazionale italiano di unificazione.